# Kovač (Jičíni járás)
Kovač település Csehországban, a Jičíni járásban. Kovač Podhorní Újezd a Vojice, Lužany, Třtěnice, Tuř, Butoves, Kacákova Lhota és Konecchlumí településekkel határos. Lakosainak száma 142 fő (2024. január 1.).

## Népesség
A település lakosságának változását az alábbi diagram mutatja:
| Lakosok száma | 328  | 336  | 297  | 210  | 155  | 127  | 128  | 137  | 137  | 142  |
|               | 1869 | 1900 | 1921 | 1961 | 1980 | 2011 | 2016 | 2019 | 2021 | 2024 |